# Айвър Олчърч
Айвър Джон Олчърч (на английски: Ivor John Allchurch, роден на 16 октомври 1929 г. в Суонзи, починал на 10 юли 1997 г. в Суонзи, е бивш уелски футболист, нападател. Наричан „златното момче на уелския футбол“, Олчърч държи рекордите за най-много мачове и най-много голове за националния отбор на Уелс в продължение на почти четвърт век. През 1966 г. за заслуги към футбола е награден със званието Член на Ордена на Британската империя. Член на Уелската спортна зала на славата и Английската футболна зала на славата. Брат му Лен Олчърч също е бивш футболист.

## Клубна кариера
Четиринадесетгодишният Олчърч е забелязан от скаут на Суонзи Таун докато играе в един от парковете на града (скаутът всъщност отишъл да наблюдава друг играч). Той веднага взима разрешение от бащата на Олчърч и представя младока на треньора на Суонзи Таун. Той дебютира за мъжкия отбор едва през 1949 г. след като отбива военната си служба.
По време на двата си престоя в отбора той изиграва общо 445 мача за първенство, в които отбелязва 164 гола и печели две Купи на Уелс. След неуспешни опити на различни отбори да го привлекат, през 1958 г. преминава в Нюкасъл за 28000 британски лири. Между 1962 и 1965 г. играе за Кардиф Сити, с който също печели Купата на Уелс. След това се завръща в Суонзи Таун и през 1968 г. прекратява професионалната си кариера. По-късно играе до петдесетгодишна възраст за аматьорските Устър Сити, Хавърфордуест Каунти(където е играещ треньор) и Понтардауе Таун в долните дивизии на английския и уелския футбол.

## Кариера в националния отбор
За националния отбор дебютира през ноември 1951 г. Участва на Световното първенство през 1958 г. в Швеция (първото и единствено участие на страната на световни първенства), където Уелс изненадващо стига до четвъртфинал. Олчърч отбелязва по един гол при равенствето срещу националния отбор на Мексико и победата над националния отбор на Унгария в допълнителния мач за второто място в групата. Прекратява кариерата си в националния отбор през 1966 г. През 1986 г. Джоу Джоунс подобрява рекорда му за брой мачове в националния отбор, а Иън Ръш - за брой голове. Към януари 2016 г. е на девето място по мачове и дели второто място по голове.

## Успехи
Суонзи Таун
- Купа на Уелс:
  - Носител (2): 1950, 1966
  - Финалист (2): 1956, 1957

 Кардиф Сити
- Купа на Уелс:
  - Носител (1): 1965
  - Финалист (1): 1964